# Mara Leão
 Mara Ferreira Leão  (Sabinópolis, 29 de abril de 1991) é voleibolista indoor brasileira, atuante na posição de Central que foi medalhista de bronze pela Seleção Brasileira no Campeonato Mundial Juvenil de 2009 no México. Alcançou o bronze também pela seleção principal no Grand Prix de 2015 nos Estados Unidos. Em clubes possui duas medalhas no Campeonato Sul-Americano de Clubes, nos anos de 2009 e 2013, prata e ouro,respectivamente e o bronze no Torneio Internacional Top Volley de 2011 na Suíça.

## Carreira
Mara foi descoberta quando tinha  quatorze anos de idade, na época seus 1,82m chamaram a atenção de uma olheira do Mackenzie E.C., mas sua mãe, Leodita Ferreira, não viu importância na proposta e até a desmotivou, porém após insistência da filha agendou um teste neste clube e em janeiro de 2006 é selecionada e logo despertou interesse do tradicional Minas T.C. onde atuou em seguida.
Nas categorias de base do Fluminense F.C. sagrou-se  tricampeã do Campeonato Carioca Juvenil nos anos 2007, 2008 e 2009.Foi convocada em 2009 para Seleção Mineira para disputar o Campeonato Brasileiros de Seleções Estaduais, primeira divisão, categoria juvenil,  edição realizada em  Maceió-AL e alcançou o vice-campeonato e no mesmo ano foi premiada  na categoria juvenil como um dos destaques da temporada pela Federação de Volley-Ball do Rio de Janeiro.No mesmo ano representou a Seleção Brasileira no Campeonato Mundial Juvenil , disputado nas cidades mexicanas de Tijuana e Mexicali, ocasião que vestia a camisa#3 e sagrou-se medalhista de bronze.
Como atleta da Unilever/RJ disputou o Campeonato Sul-Americano de Clubes de 2009 conquistando a medalha de prata e neste mesmo ano obteve o título do Campeonato Carioca e conquistou o vice-campeonato da correspondente Superliga Brasileira A.
Renovou com a Unilever/RJ para atuar na jornada 2010-11.Obteve o ouro no Campeonato Carioca de 2010 e conquistou seu primeiro título na correspondente Superliga Brasileira A.
No ano de 2011 conquista pela Unilever/RJ mais um título do Campeonato Carioca, além do bronze no Torneio Internacional  Top volley 2011 na Suíça e alcançou o vice-campeonato na Superliga Brasileira A 2011-12.
Em mais uma jornada pela Unilever/Sky/RJ obteve o tetracampeonato no Campeonato Carioca  de 2012 e alcançou o bicampeonato na Superliga Brasileira A 2012-13 e conquistou seu primeiro ouro no Campeonato Sul-Americano de Clubes em 2013, realizado no Peru.
Em 2013 foi convocada para a Seleção Brasileira, com a criação da categoria Sub-23, foi convocada pelo técnico Cláudio Pinheiro para disputar o I Campeonato Mundial Sub-23, este realizado nas cidades mexicanas de Tijuana e Mexicali , vestindo a camisa#3 alcançou a sétima colocação,  figurou nas estatísticas da edição na vigésima sexta posição entre as maiores pontuadoras, já entre as defensoras ocupou a centésima primeira posição e sua grande atuação foi no fundamento de bloqueio, ocupando a primeira posição.
Transferiu-se para o São Cristóvão Saúde / São Caetano e disputou as competições da jornada 2013-14 e disputou a Superliga Brasileira A 2013-14, na qual encerrou na sétima posição.
Renovou com o São Cristóvão Saúde / São Caetano para temporada 2014-15 e por este clube foi  vice-campeã paulista de 2014, mesma posição obtida na divisão especial dos Jogos Abertos do Interior de 2014 em Bauru; além de encerrar na Superliga Brasileira A 2014-15 na oitava colocação, finalizou nas estatísticas da Superliga Brasileira A no quinto lugar entre as melhores bloqueadoras.
Ainda pelo São Cristóvão Saúde / São Caetano  encerrou na oitava posição da Copa Brasil de 2015.Pela primeira vez integrou o elenco principal da Seleção Brasileira e disputou o Grand Prix de 2015, ocasião que obteve a medalha de bronze.
Foi contratada para as competições do período esportivo 2015-16 para atuar pelo Camponesa/Minas, clube de suas origens no início da carreira e alcançou o vice-campeonato na edição do Campeonato Mineiro de 2015. Se manteve no mesmo time para a temporada 2016-17, terminando na quarta colocação da Superliga e foi eleita a melhor bloqueadora do campeonato. e conquistou o vice-campeonato na edição da Copa Brasil de 2017 em Campinas.
Após a temporada de clubes, foi convocada para a Seleção Brasileira, conquistando os títulos do Montreux Volley Masters, do Grand Prix de 2017 em Nanquim e do o Campeonato Sul-Americano sediado em Càli, além do vice-campeonato na Copa dos Campeões realizada no Japão em 2017.
Em 2017 foi convocada novamente para a Seleção Brasileira e disputou a edição do Grand Prix cuja fase final ocorreu em Nanquim sagrando-se campeã da última edição da história do certame que passará a chama-se Liga das Nações, na sequência também conquistou o título do Campeonato Sul-Americano realizado em Cáli; renovou seu contrato com o Camponesa/Minas para a temporada de 2017-18 conquistando a medalha de prata na Supercopa Brasil de 2017 o título do Campeonato Mineiro de 2017 e sagrou-se campeã da edição do Campeonato Sul-Americano de Clubes de 2018; nesta mesma temporada recebeu convocação para seleção brasileira para disputar a edição da Copa Pan-Americana realizada em Santo Domingo e terminou na quarta posição.
Renovou com mesmo clube para temporada 2018-19 e sagrou-se bicampeã da edição do Campeonato Mineiro de 2018, e disputou a edição do Campeonato Mundial de Clubes de 2018 realizado em Shaoxing, ajudando o time a reverter um placar de 24-19 no segundo set para o até então favorito Eczacıbası VitrA, conseguindo a classificação a final.
Pelo Itambé/Minas conquistou o título da Copa Brasil de 2019 realizada em Gramado e foi bicampeã do Campeonato Sul-Americano de Clubes de 2019 realizado novamente em Belo Horizonte;e contribuiu para conquista do clube do título da Superliga Brasileira 2018-19
Em 2019 conquistou pela seleção principal a medalha de prata na Liga das Nações, na sequência terminou na quarta colocação na edição dos Jogos Pan-Americanos sediados em Lima, mais tarde sagrou-se campeã do Campeonato Sul-Americano realizado em Cajamarca.

## Títulos e resultados
- Copa Pan-Americana:2018[49]
- Superliga Brasileira A: 2010-11[14], 2012-13[19] e 2018-19
- Superliga Brasileira A: 2009-10[11], 2011-12[17]
- Copa Brasil:2019[52]
- Copa Brasil:2017[42]
- Supercopa Brasileira de Voleibolː2017[46]
- Campeonato Mineiro:2017[47] e 2018[50]
- Campeonato Mineiro:2015[2]
- Campeonato Paulista: 2014[34]
- Campeonato Carioca:2009[9], 2010[12], 2011[2], 2012[18]
- Jogos Abertos de São Paulo:2014[35]
- Campeonato Brasileiro de Seleções Juvenil (1ª Divisão):2009[4]
- Campeonato Carioca Juvenil:2007, 2008, 2009[2]

## Premiações individuais
- Melhor Bloqueadora da Superliga Brasileira A de 2016-17[37]
- Melhor Bloqueadora do Campeonato Mundial Sub-23 de 2013[29]
- 5ª Melhor Bloqueadora da Superliga Brasileira A de 2014-15[37]